# Karl-Friedrich Bonhoeffer

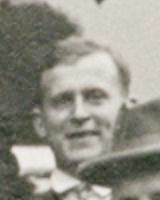
Karl-Friedrich Bonhoeffer, Mai 1928 in München

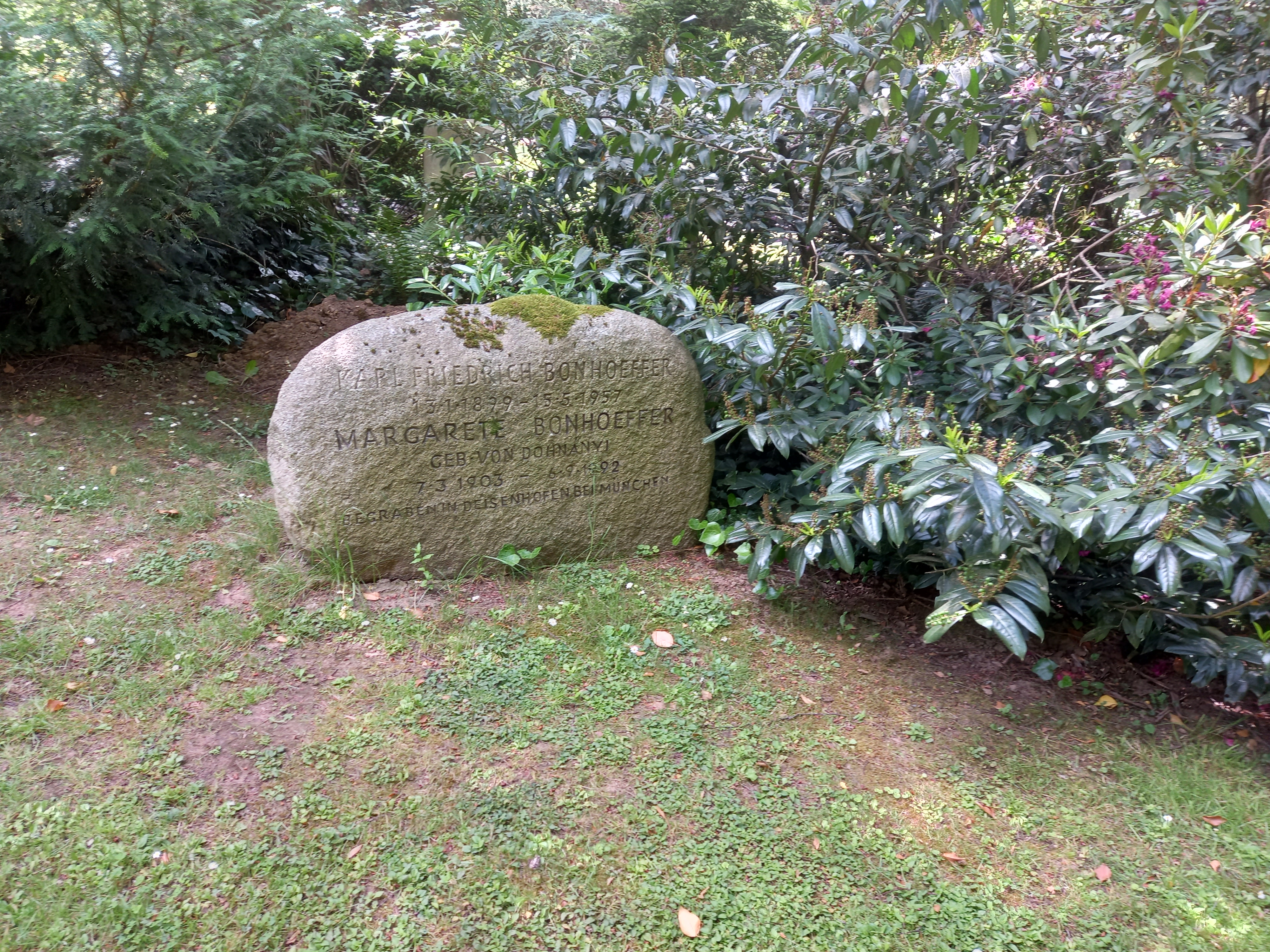
Das Grab von Karl-Friedrich Bonhoeffer auf dem Göttinger Stadtfriedhof

Karl-Friedrich Bonhoeffer (* 13. Januar 1899 in Breslau; † 15. Mai 1957 in Göttingen) war ein deutscher Chemiker.

## Leben und Werk
Als Sohn von Karl Bonhoeffer und Paula von Hase wuchs Karl-Friedrich Bonhoeffer in einer Familie des Bildungsbürgertums auf, zusammen mit insgesamt sieben Geschwistern, darunter seine Brüder Klaus und Dietrich Bonhoeffer. Nachdem der Vater einem Ruf an die Charité gefolgt war, zog die Familie nach Berlin-Grunewald um, wo er das humanistische Grunewald-Gymnasium besuchte. Nach dem Schulabschluss wurde er 1917 als Freiwilliger zum Militärdienst eingezogen.
Bonhoeffer studierte ab 1918 in Tübingen und Berlin. 1922 wurde er in Berlin bei Walther Nernst promoviert. Von 1923 bis 1930 war er Assistent bei Fritz Haber am Kaiser-Wilhelm-Institut für Physikalische und Elektrochemie in Berlin-Dahlem. In dieser Zeit veröffentlichte er eine Reihe von Arbeiten zu spektroskopischen, photochemischen und kinetischen Themen. 1927 erfolgte die Habilitation ohne die Einreichung einer formalen Habilitationsschrift. Nach der Habilitation 1927 wurde er Extraordinarius an der Universität Berlin.
1929 entdeckte er zusammen mit Paul Harteck die Wasserstoffmodifikationen Ortho- und Parawasserstoff und kam mit der Publikation Arnold Eucken wenige Tage zuvor.
Im Jahr 1930 wurde Bonhoeffer ordentlicher Professor für physikalische Chemie an der Universität Frankfurt. 1934 wurde er als Professor für physikalische Chemie an die Universität Leipzig berufen. Er leitete das Institut für Physikalische Chemie in Leipzig von 1934 bis 1947. Im Jahr 1938 wurde er zum Mitglied der Gelehrtenakademie Leopoldina gewählt.
1947 wurde er Professor für physikalische Chemie an der Universität Berlin, zugleich auch Direktor des Instituts für physikalische Chemie und Elektrochemie der Kaiser-Wilhelm-Gesellschaft zur Förderung der Wissenschaften in Berlin-Dahlem (heute Fritz-Haber-Institut der Max-Planck-Gesellschaft). Im Jahre 1949 wurde er als Direktor des Instituts für Physikalische Chemie der Max-Planck-Gesellschaft nach Göttingen berufen.
Das 1971 aus letzterem hervorgegangene Max-Planck-Institut für biophysikalische Chemie in Göttingen trägt den Ehrennamen „Karl-Friedrich-Bonhoeffer-Institut“.
Die Wissenschaftshistorikerin Ute Deichmann sieht in Bonhoeffer, der nie Mitglied der NSDAP war und einigen „halbjüdischen“ Wissenschaftlern Arbeitsmöglichkeiten in seinem Institut verschafft hat, das Beispiel eines Wissenschaftlers, der, obwohl dem Nationalsozialismus gegenüber kritisch eingestellt, sich widerspruchslos an die herrschenden Verhältnisse anpasst („Mit den Wölfen muss man heulen“).
Das nach Karl-Friedrich Bonhoeffer benannte Max-Planck-Institut für biophysikalische Chemie stellt auf einigen Seiten seinen Lebenslauf dar. Dieser umfasst auch einen Teil, in dem auf den Widerstand der Familie Bonhoeffer während der NS-Zeit  eingegangen wird.
Mit seiner Frau Grete von Dohnanyi, Schwester von Hans von Dohnanyi, hatte er vier Kinder. Ein weiterer Schwager war Max Delbrück.